# 阿道夫·施平勒
阿道夫·施平勒（德語：Adolf Spinnler，1879年7月18日—1951年11月20日），生于利斯塔尔，瑞士男子竞技体操运动员。他曾获得1904年夏季奥运会体操比赛男子三项赛金牌和男子个人全能铜牌。